# Cuba (Portugal)
Pour les articles homonymes, voir Cuba (homonymie).
Cuba est une ville et municipalité du Portugal avec une surface de 171 km² et 4 797 habitants. C'est la ville natale du poète populaire Manuel D. Castro.
La municipalité est située dans le district de Beja, anciennement dans la province du Bas Alentejo (en).
Le maire actuel est João Português (CDU)
Le congé municipal est le 24 avril.

## Géographie
Cuba est limitrophe :
- au nord, de Portel,
- à l'est, de Vidigueira,
- au sud, de Beja,
- à l'ouest, de Ferreira do Alentejo et Alvito.

## Démographie
| 1801  | 1849  | 1900  | 1930  | 1960  | 1981  | 1991  | 2001  | 2011  |
| ----- | ----- | ----- | ----- | ----- | ----- | ----- | ----- | ----- |
| 3 742 | 3 944 | 6 103 | 8 054 | 7 554 | 5 740 | 5 494 | 4 994 | 4 878 |

## Subdivisions

Carte des paroisses de Vidigueira.

Contrairement à de nombreuses municipalités du Portugal, Cuba n'a pas été impactée par la loi no 11-A/2013 du 28 janvier 2013 portant réorganisation administrative du territoire des freguesias. La municipalité de Cuba regroupe ainsi 4 paroisses (freguesia en portugais) :
- Cuba
- Faro do Alentejo
- Vila Alva
- Vila Ruiva

## Curiosités
- Le pont romain de Vila Ruiva
- La ville est filmée par Manuel de Oliveira dans Christophe Colomb, l'énigme (Cristavão Colombo, O Enigma), sorti en 2007, reprenant certains éléments de la théorie selon laquelle Colomb serait, en fait, portugais natif de Cuba, sans jamais lui donner ni tort ni raison.